# Max Bernhart
Max Bernhart (* 12. Oktober 1883 in Krumbach (Schwaben); † 1. Oktober 1952 in Türkheim, Unterallgäu) war ein deutscher Numismatiker.
Max Bernhart studierte an der Universität München und wurde dort 1910 promoviert. Seit dem Studium war er Mitglied der Studentenverbindung Akademischer Gesangverein München im SV. Seit 1908 arbeitete er an der Münzsammlung in München, von 1933 bis zu seinem Ruhestand 1949 als Direktor.

## Veröffentlichungen (Auswahl)
- Zwei römische Münzfunde aus Südbayern. München 1910 (Dissertation).
- Medaillen und Plaketten (= Bibliothek für Kunst- und Antiquitätensammler 1). Schmidt, Berlin 1920 (Digitalisat).
  - 2. Auflage Klinkhardt & Biermann, Braunschweig 1966.
  - 3. Auflage: Medaillen und Plaketten. Ein Handbuch für Sammler und Liebhaber. 3., von Tyll Kroha völlig neubearbeitete Auflage. Klinkhardt & Biermann, München 1984.